# Carlo Capacci
Carlo Capacci (* 14. Januar 1963) ist ein italienischer Kommunalpolitiker (parteilos). Er ist seit 2013 Oberbürgermeister der italienischen Hafenstadt Imperia.

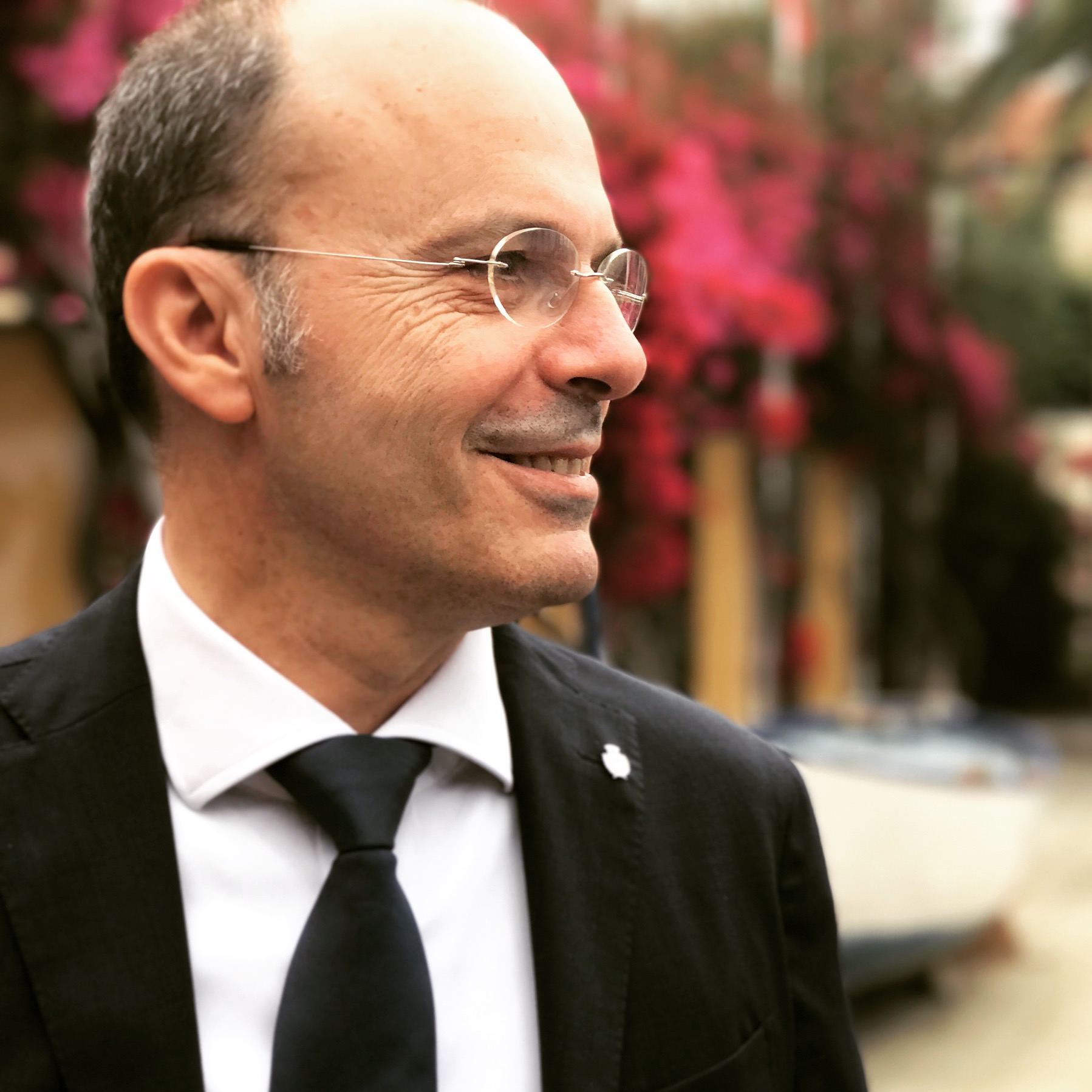
Oberbürgermeister Carlo Capacci

## Ausbildung
Capacci studierte Verwaltungswissenschaften an der Universität Turin und schloss mit einem Laurea Magistrale ab.

## Kommunalpolitik
Bei der Wahl zum Oberbürgermeister in der italienischen Hafenstadt Imperia 2013 setzte er sich mit der Unterstützung der Partei Partito Democratico (PD) gegen den damals amtierenden, von der sozialistischen Partei unterstützten, Bürgermeister Paul Strescino durch. Im ersten Wahlgang erhielt Capacci 46,83 % der Stimmen. Bei der Abstimmung bekam der Gegenkandidat Erminio Annoni (Mitte-Rechts) 28,2 % der Stimmen. Beim zweiten Wahlgang am 10. Juni gewann Capacci den Sessel des Bürgermeisters mit 76,14 % der Stimmen.

## Parteipolitik
Im Jahr 2014 gründete er die Bewegung Liguria Cambia.

## Unternehmerische Aktivität
- 1992 gründete er die Firma Empolio Srl für die Herstellung und Vermarktung typischer ligurischer Produkte.
- 1998 gründete er Uno Communications Spa, ein Unternehmen im Bereich Telekommunikation.
- 1998 gründete er die Firma Servizi Internet Srl, die Internetzugänge über Modem anbietet. Im Jahr 2000 änderte das Unternehmen seinen Namen in Uno Communications.